# Gagaku
Gagaku (japanski: 雅 楽, u značenju „elegantna glazba”) je japanski stil klasične glazbe, koja se izvodila na carskom dvoru u Kyotu, a koja se odlikuje sporim pjesmama i plesnim pokretima. Kao najstariji oblik japanske umjetnosti upisan je na UNESCO-ov popis nematerijalne svjetske baštine u Aziji i Oceaniji.

## Povijest
Gagaku je zajedno s budizmom uveden u Japan iz Kine koncem 6. stoljeća, kao kineska dvorska glazba. Tijekom stoljeća oblikovali su ga politika i kulture različitih razdoblja: uobličenje u razdoblju Nara (710. – 794.), progon iz dvora u plemićke domove tijekom razdoblja Kamakura (1185. – 1333.), do stogodišnje obustave nakon građanskog, tj. Oninskog rata (1467. – 77.). Šogunat Tokugawa je obnovio gagku ansambl, a tijekom Meiji obnove 1868. god., sva tri gagaku ceha (Osake, Nare i Kyota) su se spojila u Tokyjski carski odjel, koji je aktivan i dan danas. Gagaku i danas prenose majstori, od kojih su mnogi potomci duge loze dvorjana koji su se bavili ovom umjetnošću, na svoje vježbenike u Glazbenom odjelu carske dvorske agencije.
Danas je gagaku ne samo važan kulturni alat koji potvrđuje japanski identitet i povijest japanskog društva, nego i primjer kako se više kulturnih tradicija može spojiti u jedinstvenu baštinu zahvaljujući konstantnoj izvedbi.

## Odlike
Gagku je nastao je spajanjem više elementa: plesova, pjesama, instrumentalne i vokalne glazbe. Izvodi se na gozbama i ceremonijama carske palače, ali i kazališta diljem Japana, a sastoji se od tri jasne umjetnosti:
- Kuniburi no utamai su stare japasnke pjesme, djelomice uz pratnju harfe i flaute i uz skromnu scenorgafiju;
- Instrumentalna glazba komagaku (osobito uz pretnju duhačkih glazbala) i ceremonijalni ples koji je nastao na azijskom kontinentu (najvjerojatnije u tri kraljevstva Koreje zbog čega se naziva i Goguryeo), ali kojega su Japanci prilagodili svom dvoru;
- Seoske japanske narodne pjesme i kineske poeme iz razdoblja dinastije Tang (togaku).[2]

Instrumenti koji se tradicionalno koriste razni su duhački instrumenti kao što su ryūteki (flauta od bambusa), gakubiwa (kineska oboa) i shō (usna harmonika od bambusa), te žičani instrumenti (lutnja, citra gakuso), te udaraljke: kakko (mali bubanj), shoko (metalna udaraljka) i taiko (bubanj) ili dadaiko (veliki bubanj). Hichiriki, japanska inačica flaute, je vodeći instrument. Nije ju lako svirati i smatra se svetim glazbenim instrumentom u Japanu. Njime se svira na nekim vjenčanjima.
Glavno obilježje gagakua je vrlo spor tempo (pentatonika) i bogatstvo zvukova.